# イングリッド (カプコン)
イングリッド(Ingrid)は、カプコンが開発・販売している対戦型格闘ゲーム『CAPCOM FIGHTING Jam』や『ストリートファイターZERO3↑↑』に登場する架空の人物。担当声優は城雅子。

## 概要
元は2002年に開発発表された3D対戦格闘ゲーム『CAPCOM FIGHTING ALL STARS』（以下『CFAS』と表記）のために作り起こされたキャラクターであり、当時のゲーム雑誌などで姿や名前が公開されていた。
後にプライズマシンの景品やカプセルトイという形でフィギュアが出るなどゲーム以外の形での商品展開をきっかけに、2004年に『CAPCOM FIGHTING Jam』（以下『CFJ』と表記）のオリジナルキャラクターとして初登場し、2006年に発売されたPSPソフトの『ストリートファイターZERO3↑↑』（以下『ZERO3↑↑』と表記）にも登場。 
2012年3月には『ストリートファイター X 鉄拳』の欧米向け限定版に付属するプロローグコミックに登場。
2013年3月にはブラウザゲーム『鬼武者Soul』の「カプコンヒロインズ コラボブースターパック」内にて武将として登場。イベントクエスト「絢爛カプコンヒロインズ」ではメインキャラクターとして扱われており物語の鍵を握る。
2014年1月からはスマートフォンアプリ『オトレンジャー』にて、『CFAS』で登場予定だった2人の男性キャラクター（D.D.、ルーク）と共に謎の3人組「CODE HOLDER」名義で登場した（同作は2014年10月14日をもってサービス終了）。
2015年11月12日発売の『PROJECT X ZONE 2:BRAVE NEW WORLD』では、『ZERO3↑↑』からの出典でソロユニットとして登場する。

## キャラクターの設定
可憐な衣装に身を包み、長く伸ばした銀髪と赤い瞳がミステリアスな印象を与える謎の少女。紋章が施された二つの丸い髪留めがトレードマーク。
少女のような外見をしているが、一人称は「わし」語尾に「じゃ」を付け加えるなどの古風な口調を好み、死語を多用するなど外見と内面のギャップが激しい。その言動からは、若い見た目とは裏腹に長い年月を生きてきたかのような素振りを見せる。
キャラクター原案を行った北千里によると、デザインするにあたり「実際にかなり年を取っている」というのがキーポイントであり、精神的に高齢なので素肌の露出を限界まで抑え、見た目は若いが年齢経過が出ているということで白髪になった。また、全体の配色が冷色なので目を反対色の赤にして印象を強くしている。髪飾りは昔のスペイン貴族の女性の髪留めを参考にしている。
『CAPCOM FIGHTING ALL STARS』
イングリッド、D.D.、ルークの3人は「CODE HOLDER」（コードホルダー）と呼ばれる〝神なる力を持つ者〟とされている。コードホルダーはそれぞれが〝能力〟と〝紋章〟を有しており、イングリッドの場合は頭部につけている左右一対の大きな髪留めがそれである。また、コードホルダーたちが追っているDEATH（デス）と名乗る謎に包まれた人物が、この作品の黒幕として登場する予定だった。
『ストリートファイターV』（以下『ストV』と表記）公式サイト「シャドルー格闘家研究所」の「キャラ図鑑」および「お宝資料館」によるとイングリッドとアヴェル（デスの本名）は生まれながらの「ナチュラルコードホルダー」で、短命のアヴェルに対してイングリッドは長命。また、D.D.（出島大介）とルークは自然発生ではなく謎の組織により自らの特有の遺伝子を覚醒させてコードホルダーとなった。
『CAPCOM FIGHTING Jam』
ストーリー描写の少ない『CFJ』ではイングリッドの素性などはあまり語られない。また、使用する技の名称にも『CFAS』時と同じものが多数あり、口調や性格などの設定もほぼ継承されている。
『ストリートファイターZERO3↑↑』
ベガに紋章の力（ベガが「サイコドライブ」と呼んでいる力）を盗まれてしまい、それを奪還するために戦う。また、何らかの集団に所属していることが明かされている。殺意の波動に目覚めたリュウと闘って、彼を正気に戻した。ローズと一戦を交えることになったときには「あなたの心を見ることができない」と言われ、イングリッドによってベガが消滅したときは「結局、あの子（イングリッド）の正体が分からなかった」と評された。

## 技の解説
一部を除き、正式な登場作品である『CFJ』と『ZERO3↑↑』で使用している技を以下に挙げる。

### 通常投げ
ライトバニッシュ
相手の胸倉を掴み、握り締めた拳で顔面を殴りつける。
サンクラック
相手を掴んだ状態で、スパークによるダメージを与える。ボタン連打とレバー操作でダメージ量を増やすことが可能。
（名称不明）
『ZERO3↑↑』で使用する空中投げ。相手を空中で掴んだ後、両足で蹴り下ろす技。

### 特殊技
サンブライト
両手を振り下ろすモーションの中段属性のパンチ技。
イージーステップ
足を突き出しながらの前方へのステップ。しゃがんだ姿勢が低いキャラクターには当たらないことがある。
リトルラグ
スライディングによる蹴り技。
ラブロール
『ZERO3↑↑』でのみ使用する移動技。『CFJ』の「回り込み」を再現した技だが、Z-ISMでは使用不可。

### 必殺技
サンシュート
光のボールを放り投げるように発射する飛び道具系の技。ボタンの弱中強により、軌道が変化する。いずれも射程が短い。
サンライズ
突進技。光を纏ってスピンしながら前進したあと、サマーソルトキックのように蹴り上げる。ボタンの弱中強により、移動時の移動距離が変化する。
ガードされたり空振りすると落下するまでの間、長い無防備状態となる。
サンアーチ
光を纏ってのサマーソルトキック。前述した「サンライズ」の最後の部分（サマーソルトキック）とモーションが同じである。
「サンライズ」と同様に技後の隙が大きい。
サンダイブ
空中専用の技。片足を上げ回転しながら急降下する。
サンアッパー
上段の当て身返し投げ。指先に光を集め、そこに相手の攻撃がヒットすると勢いよく上空に打ち上げて反撃する。落下中の相手に追い討ちを掛けることも可能。
サンローワー
下段の当て身返し投げで、上記「サンアッパー」の下段バージョン。

### スーパーアーツ / スーパーコンボ
サンバースト
爆発する光球を発射する飛び道具。一定距離進むか、相手に触れると自動的に爆発する。『CFJ』ではレベル1のスーパーアーツ。
サンシャイン
「サンライズ」のパワーアップ版のような技。前方にスピンしながら突進した後、「イージーステップ」を放つ。『CFJ』ではレベル2のスーパーアーツ。
サンデルタ
指先に光を集め、前方に光球を発生させる。光球に相手がヒットすると、そのまま捕らえて上空に打ち上げてから叩き落とす。
発動時に押すボタンによって、光球の出現する位置が変わる。ガード不能だが、外した時の隙が大きい。
K.O.すると背景が黒くなり、画面に紋章のマークが輝く演出が起きる。
『CFJ』ではレベル3のスーパーアーツで、『ZERO3↑↑』ではX-ISM対応のスーパーコンボ。『ZERO3↑↑』において、この技で相手にとどめをさすと『CFJ』で「ミッドナイトブリス」を喰らったときと同じ姿になる勝利ポーズをとる。

### その他の技
サンオクトパス
『CFAS』で使用される予定だったドラマチックフィニッシュ専用のフィニッシュブロー演出。3人の分身を出して回転イズナ落しで投げる。

## その他
- 『CFJ』では、CPU戦で条件を満たすと乱入キャラクターとして登場する。その際、久保麻衣子が唄う「陽炎」が専用BGMとなる。この曲は『CFJ』のサウンドトラックに初回限定版ディスクのボーナストラックとして収録されている。
- 『ZERO3↑↑』では個別のステージ（マキなどゲームボーイアドバンス版『ストリートファイターZERO3↑』にも登場する3名は他キャラクターとステージを共用）をもっておらず、CPU戦の際には色々なキャラクターのステージで登場する。
- 『SNK VS. CAPCOM カードファイターズDS』ではプレイヤーキャラクターカードとして登場している。
- 『CFJ』ではレオ、『ZERO3↑↑』ではブランカに好意を持っていることが本人の勝利メッセージで判明する。また、ブランカとの対戦前の掛け合いが4パターン用意されている。
- 『タツノコ VS. CAPCOM』では登場していないものの、開発時のテストキャラクターとしてポリゴンモデルが存在していた[11]。また特にプレイヤーからの参戦希望の依頼が多かったキャラクターとして『逆転裁判』の成歩堂龍一と並んで、イングリッドの名前が挙げられている。
- 2013年にはスマートフォンアプリ『みんなとカプコンオールスターズ』にも登場予定だったが、同年4月11日に同作は配信中止となった[12]。
- 「シャドルー格闘家研究所」の「キャラ図鑑」で好きな物と嫌いな物が公開され、2Pカラーとして想定されていた[13]「暗黒イングリッド」のデザインも公開された。髪型が若干変わり、服の色が黒くなり白目の部分が黒、黒目の部分が赤色になっている。あらゆる性能が通常のイングリッドを上回るが、胸のサイズのみが負けておりコンプレックスになっているという設定[7]。
- 『ストV』ではかりんのアレンジコスチュームとして、イングリッドを再現したコスチュームが配信されている[14]。また、追加ステージの「Ring of Arcade」の背景にはイングリッド本人が登場している。